# Meteorologiåret 1977

## Händelser

### Januari
- Januari - En köldvåg slår till i Norden och stora delar av Kontinentaleuropa [1].
- 3 januari – 14,2 inch snö faller över Mankato i Minnesota, USA [2].
- 24-26 januari – 110 centimeter snö uppmäts i Godegård, Sverige vilket innebär ett av de största snödjupen någonsin i Östergötland.[3].
- 29 januari – Extrem kyla i Minnesota, USA gör att  Saint Paul Winter Festival för första gången hålls inne [2].

### Februari
- Februari - En köldvåg vållar stora problem i USA [4].
- 13 februari – Vid svenska mästerskapen i längdskidåkning i Sundsvall skjuts herrarnas 30-kilometerslopp upp till följande söndag på grund av kylan, -26 °C.[5]
- 14 februari – 125 centimeter snö uppmäts i Tranhult, Sverige vilket innebär snödjupsrekord för Småland [6].
- 20 februari – 124 centimeter snö uppmäts i Riddarhyttan i Sverige vilket innebär ett av de största snödjupen någonsin i Västmanland [7].

### Mars
- 3 mars – 400 skolor stänger på grund av snöstorm i Minnesota och Wisconsin i USA [8].
- 19 mars – Energikrisen i USA, orsakad av den senaste tidens kyla, upphör Minnesota [8].

### April
- 7 april – Snöfall på annandag påsk leder till flera inställda elitfotbollsmatcher i Sverige.[5]
- 18 april – En tornado härjar vid Minnesotafloden i USA.[9]

### Maj
- Maj - Vårfloden i Sverige leder till översvämningar i Örebro, Västmanland och Kopparbergs län.[5]

### Juli
- Juli - I sydvästra Frankrike leder svåra översvämningar till uppåt ett 30-tal dödsfall.[5]
- 10 juli - I Aten, Grekland uppmäts temperaturen + 48,0 °C (118,4 °F) vilket blir Greklands och Europas högst uppmätta temperatur någonsin [10].
- 13 juli – Blixten träffar en kraftledning i New York i USA och orsakar ett 24 timmar långt strömavbrott i New York [11].

### Augusti
- 30 augusti – Översvämningar drabbar Twin Cities i Minnesota i USA [12].

### September
- 12-13 september - Flera stationer på Sydsvenska höglandet noterar snöblandat regn, inofficiellt det tidigaste datumet någonsin för snö i Götaland. Något kvarliggande snötäcke bildades ej.

### November
- 2 november - Den värsta stormen i Atens moderna historia dödar 38 personer.
- 5 november - Delstaten Andrha Pradesh i Indien drabbas sna värsta översvämningar under 1900-talet, efter då en förödande cyklon härjar.[5]
- 9 november – Snöfall i västra Minnesota i USA lamslår trafiken på I-94 [13].

### December
- 6-7 december – En snöstorm drabbar Norrköping, Sverige [3].
- 24 december
  - Danmark upplever sin mildaste julafton någonsin, med temperaturer kring + 9°C [14].
  - I Simrishamn, Sverige uppmäts temperaturen + 13.7 °C vilket blir Sveriges högsta uppmätta temperatur för månaden [15].
  - I Lund, Sverige uppmäts hela + 11.8 °C på julafton [16].

### Okänt datum
- Bergslagen i Sverige drabbas av extrem vårflod [17].
- Lindesberg översvämmades.[18]

## Födda
- 4 februari – Lisa Burke, irländsk meteorolog.

## Avlidna
- 26 maj – Graham Sutton, brittisk matematiker och meteorolog.
- 13 juni – Tor Bergeron, 85, svensk meteorolog.

### Fotnoter
1. ↑  Horisont 1977, Bertmarks förlag, sidan 7
2. 1 2  ”Arkiverade kopian”. Arkiverad från originalet den 21 juli 2010. https://web.archive.org/web/20100721154003/http://climate.umn.edu/pdf/day_in_weather_history/january_wx_history.pdf. Läst 16 februari 2011.
3. 1 2  SMHI
4. ↑  Horisont 1977, Bertmarks förlag, sidan 33 - Köldrekord i USA stoppade industrin
5. 1 2 3 4 5   Horisont 1977. Bertmarks
6. ↑  SMHI
7. ↑  SMHI
8. 1 2  ”Arkiverade kopian”. Arkiverad från originalet den 11 juni 2014. https://web.archive.org/web/20140611100013/http://climate.umn.edu/pdf/day_in_weather_history/march_wx_history.pdf. Läst 26 januari 2015.
9. ↑  ”Arkiverade kopian”. Arkiverad från originalet den 16 juli 2010. https://web.archive.org/web/20100716104244/http://www.climate.umn.edu/pdf/day_in_weather_history/april_wx_history.pdf. Läst 16 februari 2011.
10. ↑  ”Global Weather & Climate Extremes”. World Meteorological Organisation. http://wmo.asu.edu. Läst 25 september 2010.
11. ↑  ”Arkiverade kopian”. Arkiverad från originalet den 21 juli 2010. https://web.archive.org/web/20100721153842/http://climate.umn.edu/pdf/day_in_weather_history/july_wx_history.pdf. Läst 16 februari 2011.
12. ↑  ”Arkiverade kopian”. Arkiverad från originalet den 26 juli 2010. https://web.archive.org/web/20100726102403/http://www.climate.umn.edu/pdf/day_in_weather_history/august_wx_history.pdf. Läst 16 februari 2011.
13. ↑  ”Arkiverade kopian”. Arkiverad från originalet den 16 juli 2010. https://web.archive.org/web/20100716104924/http://www.climate.umn.edu/pdf/day_in_weather_history/november_wx_history.pdf. Läst 16 februari 2011.
14. ↑  DMI
15. ↑  SMHI Arkiverad 9 september 2010 hämtat från the Wayback Machine.
16. ↑  John Pohlmans blogg 23 december 2010 - Julhelger, en tillbakablick Arkiverad 26 december 2010 hämtat från the Wayback Machine.
17. ↑  SMHI
18. ↑  SVT Vårfloden 1977 svårslagen men länsstyrelsen är redo